# Thanasis Antetokounmpo
Athanasios Rotimi "Thanasis" Antetokounmpo, född 18 juli 1992 i Aten, är en grekisk-nigeriansk professionell basketspelare (PF) som spelar för Milwaukee Bucks i National Basketball Association (NBA). Han har tidigare spelat bland annat för New York Knicks.
Han vann, tillsammans med sin bror Giannis Antetokounmpo, NBA-mästerskapet med Milwaukee Bucks för säsongen 2020–2021.
Antetokounmpo draftades av New York Knicks i andra rundan i 2014 års draft som 51:a spelare totalt.